# مقاطعة ستيفينسون (إلينوي)
مقاطعة ستيفينسون (بالإنجليزية: Stephenson County)‏ هي إحدى المقاطعات في ولاية إلينوي في الولايات المتحدة الأمريكية.